# Phyllanthus grandifolius
Phyllanthus grandifolius là một loài thực vật có hoa trong họ Diệp hạ châu. Loài này được L. miêu tả khoa học đầu tiên năm 1753.